# Justicia balslevii
Justicia balslevii är en akantusväxtart som beskrevs av Wassh.. Justicia balslevii ingår i släktet Justicia och familjen akantusväxter. Inga underarter finns listade i Catalogue of Life.